# Santos Sérgio e Baco (diaconia)
A diaconia de Santos Sérgio e Baco foi instituída em 687 pelo Papa Agatão, uma das sete diaconias originais de Roma, situada na VIII Região Romana, dentro do Fórum Romano, junto do Arco de Sétimo Severo, na igreja de Santi Sergio e Bacco al Foro Romano. Durante o pontificado do Papa Gregório III, a sua edificação e sua pequena capela foram ampliadas. Em 1587, durante o pontificado do Papa Sixto V, foi suprimida e durante o pontificado do Papa Paulo V, foi demolida.

## Titulares protetores
- Dauferio (ou Desiderio), O.S.B. (1058-1059)
- Aldo de Ferentino (1099- circa 1122)
- Gregorio Tarquini (1122-1145)
- Raniero Marescotti (1145)
- Cinzio (ou Cincius, ou Cencius) (1145-1148)
- Greco (ou Grecus, ou Greto, ou Gretus) (1148 o 1149-1150)
- Berardo (ou Bernardo) (1160-1161), pseudocardeal do Antipapa Vítor IV
- Vitellio, O.S.B. (1164-1175)
- Guilherme (1172-1173), pseudocardeal do Antipapa Calisto III
- Paolo Scolari (1179) (opta por Santa Pudenziana)
- Ottaviano Poli dei conti di Segni (1182-1189)
- Lotario de' Conti di Segni (1190-1198)
- Ottaviano dei conti di Segni (1206-1232)
- Gabriele Rangone, O.F.M.Obs., título pro illa vice (1477-1486)
- Maffeo Gherardi, O.S.B. (1489-1492)
- Giuliano Cesarini iuniore (1493-1503)
- Francisco Desprats (1503-1504)
- Giovanni Stefano Ferrero, título pro illa vice (1505-1510)
- Alessandro Cesarini seniore (1517-1523)
- Vacante (1523-1533)
- Odet de Coligny de Châtillon (1533-1549)
- Vacante (159-1557)
- Vitellozzo Vitelli (1557-1559)
- Vacante (1559-1587)
- Diaconia suprimida em 1587